# 왕침 (낙랑후)
낙랑후 왕침(樂浪侯 王忱, ? ~ 1083년 음력 4월 20일)은 고려의 왕족이다. 문종과 인예왕후의 아홉째 아들이다.

## 생애
언제 태어났는지는 분명하지 않으며, 고려의 제11대 왕 문종과 인예왕후의 9남이다. 성은 왕, 이름은 침, 본관은 개성(이다. 순종, 선종, 숙종 등의 친동생이며, 권신 이자연의 외손자이다.
《고려사》 등에는 왕침의 생애에 대해서 별다른 기록이 남아있지 않고, 1083년(문종 37년) 음력 4월 20일에 사망하였다는 내용만이 남아 있다. 한편 왕침은 생전에는 봉작을 받지 못하고, 사후에 낙랑후(樂浪侯)로 추봉되었다.

## 가족 관계
- 친조부 : 제8대 현종(顯宗, 992~1031, 재위:1009~1031)
- 친조모 : 현종 제4비 원혜왕후(元惠王后, ?~1022)
  - 아버지 : 제11대 문종(文宗, 1019~1083, 재위:1046~1083)
- 외조부 : 이자연(李子淵, 1003~1061)
- 외조모 : 계림국대부인 김씨(雞林國大夫人 金氏, 생몰년 미상)
  - 어머니 : 문종 제2비 인예왕후(仁睿王后, ?~1092)
    - 형 : 제12대 순종(順宗, 1047~1083, 재위:1083)
    - 형 : 제13대 선종(宣宗, 1049~1094, 재위:1083~1094)
      - 조카 : 제14대 헌종(獻宗, 1084~1097, 재위:1094~1095)

    - 형 : 제15대 숙종(肅宗, 1054~1105, 재위:1095~1105)
      - 조카 : 제16대 예종(睿宗, 1079~1122, 재위:1105~1122)

    - 형 : 대각국사 의천(大覺國師 義天, 1055~1101)
    - 형 : 상안공 왕수(常安公 王琇, ?~1095)
    - 형 : 보응승통 왕규(普應僧統 王規, 생몰년 미상)
    - 형 : 금관후 왕비(金官侯 王㶨, ?~1092)
    - 형 : 변한후 왕음(卞韓侯 王愔, ?~1086)
    - 동생 : 총혜수좌 왕경(聰慧首座 王璟, 생몰년 미상)
    - 남매 : 적경궁주(積慶宮主, 생몰년 미상)
    - 남매 : 보령궁주(保寧宮主, ?~1113)

  - 이모 : 문종 제3비 인경현비 (仁敬賢妃, 생몰년 미상)
  - 이모 : 문종 제4비 인절현비 (仁節賢妃, 생몰년 미상)
  - 외숙 : 이호 (李顥, 생몰년 미상)
  - 외숙 : 이석 (李碩, 생몰년 미상)
  - 외숙 : 이정 (李頲, 생몰년 미상)